# خفاش أسود ذو قلنسوة
خفاش أسود ذو قلنسوة (بالإنجليزية: Black bonneted bat)‏ هو نوع من الخفاشيات في الأمريكتان.